# Polska na Halowych Mistrzostwach Europy w Lekkoatletyce 1973
Polska na Halowych Mistrzostwach Europy w Lekkoatletyce 1973 – reprezentacja Polski podczas zawodów w Rotterdamie wywalczyła aż dwanaście medali – najwięcej w historii startów na halowym czempionacie – w tym dwa złote.

## Wyniki reprezentantów Polski

### Mężczyźni
- bieg na 60 m
  - Zenon Nowosz zajął 1. miejsce
  - Ryszard Tulkis odpadł w eliminacjach
- bieg na 400 m
  - Dariusz Podobas zajął 3. miejsce
  - Jan Balachowski odpadł w eliminacjach
- bieg na 800 m
  - Andrzej Kupczyk odpadł w eliminacjach
- bieg na 1500 m
  - Henryk Szordykowski zajął 1. miejsce
  - Włodzimierz Staszak zajął 8. miejsce
- bieg na 3000 m
  - Bronisław Malinowski zajął 8. miejsce
- bieg na 60 m przez płotki
  - Adam Galant zajął 2. miejsce
  - Mirosław Wodzyński zajął 4. miejsce
  - Leszek Wodzyński zajął 5. miejsce
- sztafeta 4 x 4 okrążenia
  - Krzysztof Linkowski, Lesław Zając, Czesław Jursza i Henryk Sapko zajęli 3. miejsce
- skok o tyczce
  - Tadeusz Olszewski zajął 4. miejsce
- skok w dal
  - Grzegorz Cybulski zajął 3. miejsce
- trójskok
  - Michał Joachimowski zajął 2. miejsce

### Kobiety
- bieg na 60 m
  - Irena Szewińska zajęła 4. miejsce
  - Danuta Jędrejek odpadła w eliminacjach
  - Maria Żukowska odpadła w eliminacjach
- bieg na 400 m
  - Danuta Piecyk odpadła w półfinale
- bieg na 800 m
  - Elżbieta Skowrońska zajęła 3. miejsce
- bieg na 60 m przez płotki
  - Teresa Nowak zajęła 3. miejsce
  - Grażyna Rabsztyn odpadła w eliminacjach
- sztafeta 4 x 2 okrążenia
  - Danuta Manowiecka, Marta Skrzypińska, Krystyna Kacperczyk i Danuta Piecyk zajęły 3. miejsce
- skok w dal
  - Mirosława Sarna zajęła 3. miejsce
- pchnięcie kulą
  - Ludwika Chewińska zajęła 2. miejsce